# Disophrys capensis
Disophrys capensis är en stekelart som beskrevs av Szepligeti 1914. Disophrys capensis ingår i släktet Disophrys och familjen bracksteklar. Inga underarter finns listade i Catalogue of Life.